# Museo Nacional de Ciencia, Tecnología y Espacio de Israel

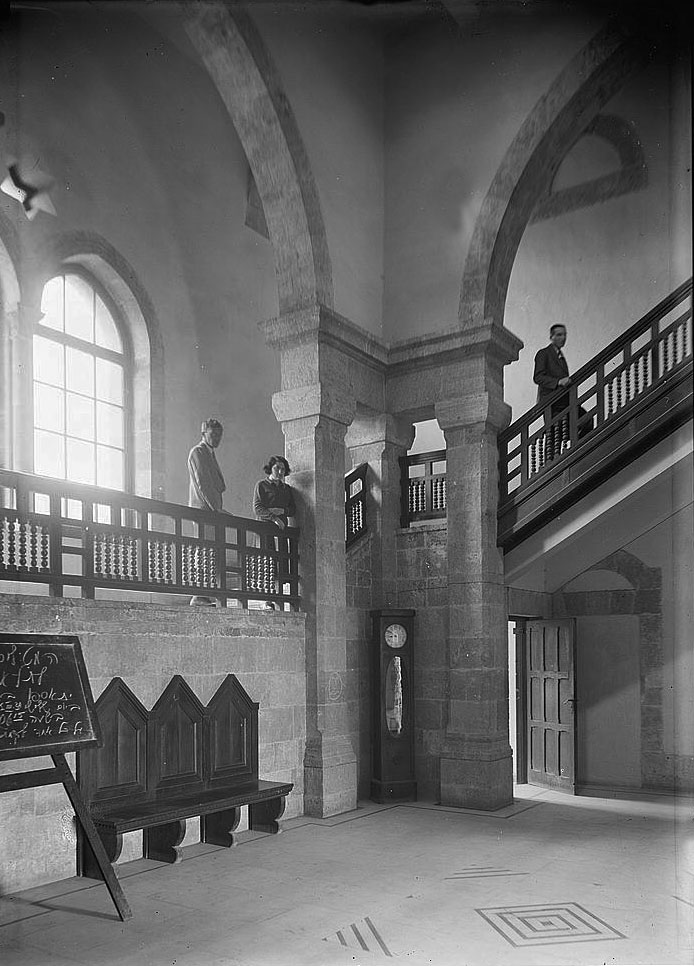
Sala de entrada del museo.

El Museo Nacional de Ciencia, Tecnología y Espacio de Israel (en hebreo: המוזיאון הלאומי למדע, טכנולוגיה וחלל), también llamado MadaTech, es un museo sobre ciencia y tecnología ubicado en la ciudad de Haifa en Israel, fue inaugurado en 1983 y cuenta con 350,000 visitas anuales.

## Historia

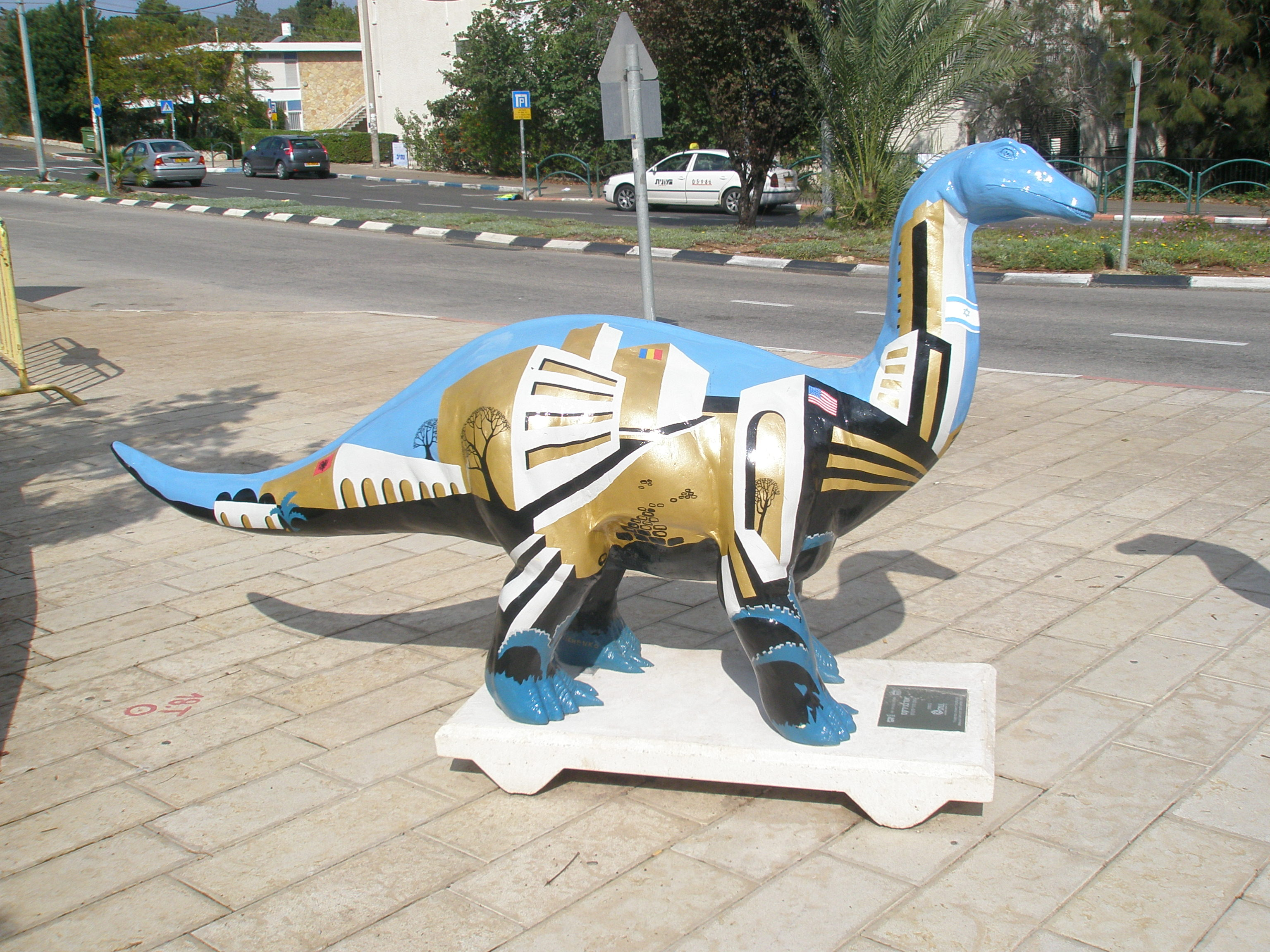
Escultura Urbanirex en las afueras del museo.

El museo fue establecido en 1983 dentro de un histórico edificio que fue diseñado para albergar la primera sede del Instituto de Tecnología de Israel; fue creado por el arquitecto judeo-alemán Alexander Baerwald, en 1912 se inició la construcción del edificio; en una visita a las instalaciones del museo en 1923, el científico Albert Einstein plantó una palma en el patio del recinto. Siendo Israel un estado que dedica inversión a la tecnología, áreas de defensa y la cultura en general, la creación del museo fue un paso para difundir la ciencia en jóvenes y adultos, en el lugar se interactúa con varios elementos en exhibición; una de las labores del museo es hacer la ciencia más agradable e intesante para el público en general, por lo que ofrece demostraciones, conferencias y talleres.

## Colecciones y exhibiciones
Las exhibiciones permanentes del Museo de Ciencia y Tecnología comprenden áreas que van desde las energías renovables, se muestra desde 2007 la exhibición Green Energy y My Green House, una galería de elementos relacionados con energías verdes, destacan elementos como bicicletas generadoras de electricidad;  la sala acústica y un área de juegos de rompecabezas destaca, además de la exhibición interactiva A Matter of Chemistry. Desde el año 2005 se exhiben: The secrets of life, la muestra dental de Smile! It's Science, una exhibición de aviones, una sección dedicada a Leonardo da Vinci y desde el año 2008 la galería de los ganadores del Premio Nobel.
En el año 2004 se abrió un nuevo cine llamado CinematriX, una combinación de películas en formato 3D e interacción con todos los sentidos; el cine está equipado con elementos estereofónicos, lentes 3D y sillas que se mueven para simular movimientos telúricos. En julio de 2008 se lanzó la exhibición "Dinosaurios: Los gigantes de Patagonia", contenía réplicas de esqueletos de enormes dinosaurios descubiertos por un equipo arqueológico de Israel en la región argentina; de manera simultánea una estatua de un dinosaurio fue mostrada en las afueras del museo y en varios puntos de la ciudad de Haifa.